# Кубок європейських чемпіонів 1990—1991
Кубок європейських чемпіонів 1990—1991 — 35-й сезон Кубка європейських чемпіонів УЄФА, головного європейського клубного турніру. У цьому сезоні розіграш кубка востаннє відбувався повністю за олімпійською системою, без групових стадій.

## Перший раунд
| Команда 1               | Заг. | Команда 2              | 1-й матч | 2-й матч |
| ----------------------- | ---- | ---------------------- | -------- | -------- |
| Тіроль (Інсбрук)        | 7:1  | Куусюсі                | 5:0      | 2:1      |
| АПОЕЛ (Нікосія)         | 2:7  | Баварія (Мюнхен)       | 2:3      | 0:4      |
| Оденсе                  | 1:10 | Реал Мадрид            | 1:4      | 0:6      |
| Олімпік (Марсель)       | 5:1  | Динамо (Тирана)        | 5:1      | 0:0      |
| Акурейрі                | 1:3  | ЦСКА (Софія)           | 1:0      | 0:3      |
| Наполі                  | 5:0  | Уйпешт Дожа (Будапешт) | 3:0      | 2:0      |
| Уніон (Люксембург)      | 1:6  | Динамо (Дрезден)       | 1:3      | 0:3      |
| Валетта                 | 0:10 | Рейнджерс (Глазго)     | 0:4      | 0:6      |
| Ліллестрем              | 1:3  | Брюгге                 | 1:1      | 0:2      |
| Лех (Познань)           | 5:1  | Панатінаїкос (Афіни)   | 3:0      | 2:1      |
| Порту                   | 13:1 | Портадаун              | 5:0      | 8:1      |
| Динамо (Бухарест)       | 5:1  | Сент-Патрікс (Дублін)  | 4:0      | 1:1      |
| Мальме                  | 5:4  | Бешикташ (Стамбул)     | 3:2      | 2:2      |
| Спарта (Прага)          | 0:4  | Спартак (Москва)       | 0:2      | 0:2      |
| Црвена Звезда (Белград) | 5:2  | Грассхоппер (Цюрих)    | 1:1      | 4:1      |

## Другий раунд
| Команда 1               | Заг. | Команда 2          | 1-й матч | 2-й матч   |
| ----------------------- | ---- | ------------------ | -------- | ---------- |
| Реал Мадрид             | 11:3 | Тіроль (Інсбрук)   | 9:1      | 2:2        |
| Мілан                   | 1:0  | Брюгге             | 0:0      | 1:0        |
| Наполі                  | 0:0  | Спартак (Москва)   | 0:0      | 0:0(п.3:5) |
| Лех (Познань)           | 4:8  | Олімпік (Марсель)  | 3:2      | 1:6        |
| Баварія (Мюнхен)        | 7:0  | ЦСКА (Софія)       | 4:0      | 3:0        |
| Динамо (Бухарест)       | 0:4  | Порту              | 0:0      | 0:4        |
| Црвена Звезда (Белград) | 4:1  | Рейнджерс (Глазго) | 3:0      | 1:1        |
| Динамо (Дрезден)        | 2:2  | Мальме             | 1:1      | 1:1(п.5:4) |

## Чвертьфінали
| Команда 1               | Заг. | Команда 2         | 1-й матч | 2-й матч |
| ----------------------- | ---- | ----------------- | -------- | -------- |
| Мілан                   | 1:4  | Олімпік (Марсель) | 1:1      | 0:3*     |
| Баварія (Мюнхен)        | 3:1  | Порту             | 2:0      | 1:1      |
| Спартак (Москва)        | 3:1  | Реал Мадрид       | 0:0      | 3:1      |
| Црвена Звезда (Белград) | 6:0  | Динамо (Дрезден)  | 3:0      | 3:0*     |

- За дві хвилини до закінчення матчу за рахунку 1:0 на користь «Олімпіка» на стадіоні зникло освітлення. Після його відновлення гравці «Мілану» відмовились виходити. «Олміпіку» присуджено технічну перемогу 3:0.

## Півфінали
| Команда 1        | Заг. | Команда 2               | 1-й матч | 2-й матч |
| ---------------- | ---- | ----------------------- | -------- | -------- |
| Баварія (Мюнхен) | 3:4  | Црвена Звезда (Белград) | 1:2      | 2:2      |
| Спартак (Москва) | 2:5  | Олімпік (Марсель)       | 1:3      | 1:2      |

## Фінал
| 29 травня 1991 |

| Црвена Звезда | 0:0 | Олімпік |
| ------------- | --- | ------- |
|               |     |         |

| Сан Нікола, Барі Глядачів: 56 000 Арбітр: Тулліо Ланезе |

|                                                      |     | Пенальті                        |  |
| Просинечки · Бинич · Белодедич · Михайлович · Панчев | 5:3 | Аморос · Казоні · Папен · Мозер |  |